# Rio do Maurício
Der Rio do Maurício ist ein etwa 21 km langer linker Nebenfluss des Rio Iguaçu im Südosten des brasilianischen Bundesstaats Paraná.

## Etymologie
Maurício ist die portugiesische Forn des Namens Moritz.

## Geografie

### Lage
Das Einzugsgebiet des Rio do Maurício befindet sich auf dem Primeiro Planalto Paranaense (Erste oder Curitiba-Hochebene von Paraná).

### Verlauf
Sein Quellgebiet liegt auf der Grenze zwischen den beiden Munizipien Mandirituba und Fazenda Rio Grande auf 891 m Meereshöhe etwa 2 km östlich der BR-116 in der Nähe des Parque Municipal Ángelo Zeglin Palú.
Der Fluss verläuft in nordwestlicher Richtung. Er bildet zunächst die Grenze von Fazenda Rio Grande  zu Mandirituba und dann zu Araucária. Er mündet auf 868 m Höhe von links in den Rio Iguaçu. Er ist etwa 21 km lang.

### Munizipien im Einzugsgebiet
Am Rio do Maurício liegen die drei Munizipien Mandirituba, Fazenda Rio Grande und Araucária.